# Vioulou
Le Vioulou est une rivière du Sud de la France, dans le département de l'Aveyron, en région Occitanie. C'est le principal émissaire du lac de Pareloup et un affluent du Viaur, donc un sous-affluent de la Garonne par le l'Aveyron et le Tarn.

## Géographie
De  33,1 km de longueur, il prend sa source dans le Massif central dans le Lévézou dans le département de l'Aveyron dans le parc naturel régional des Grands Causses, tout près du hameau de Bouloc commune de Salles-Curan et se jette dans le Viaur commune de Trémouilles.

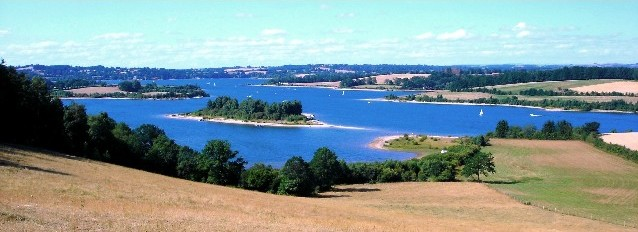
Les îles du lac de Pareloup.

## Principaux affluents
Quelques ruisseaux se jettent dans le Vioulou :
- Les Douze
- Ruisseau de Martials
- Ruisseau de Bèdettes
- Ruisseau des Gagettes
- Ruisseau de Sauganne
- Ruisseau de Connes 11,7 km
- Le Rieutord 10,3 km
- Ruisseau du Roucan
- Ruisseau de Colières
- Ruisseau de la Gourde
- Le Vioulette
- Ravin du Pré Sec
- Ruisseau du Portal

## Communes traversées
Département de l'Aveyron : Salles-Curan, Curan, Vézins-de-Lévézou, Arvieu, Trémouilles, Pont-de-Salars, Canet-de-Salars, Prades-Salars, Castelnau-Pégayrols.

## Hydrologie
Le débit varie de 0,003 m3/s en période de sécheresse à 66 m3/s lors de la crue du 1er décembre 1996.